# Lo sé todo (Colombia)
Lo Sé Todo Colombia es una adaptación colombiana del programa de origen puertorriqueño del mismo nombre y que salió al aire el 22 de enero de 2018.

## Historia
El programa inicialmente estuvo conducido por Sara Uribe, Ariel Osorio, Marbelle y Diana Montoya, y meses después tras las salidas de Uribe y Montoya, se incorporaron Elianis Garrido, Juan Ricardo Lozano "Alerta",  Violeta Bergonzi, Carlos Calero y tiempo después Alejandra Serje y a lo último Mafe Romero. Lo Sé Todo Colombia se transmitió de lunes a viernes a las 2:00 p. m. hasta las 4:00 p. m. y es presentado por Ariel Osorio, y Alejandra Serje que regresó a la conducción del espacio en 2024 tras la salida de las titulares Elianis Garrido y Nanis Ochoa. Anteriormente tenía los horarios de 8:00 a 9:00 PM (2018) y de 3:00 a 4:30 PM (2019-2021) ahora de 2:00 a 4:00 P.M.; desde 2023 se estableció la edición fin de semana los sábados y domingos a la misma hora donde se presentaban las mejores notas emitidas en las emisiones originales durante la semana.

### Salida del aire
El 30 de septiembre de 2024 fue la última emisión del programa, debido a la fuerte reestructuración por parte del grupo mediático de origen español Prisa Media, quienes a la vez son propietarios de Caracol Radio, quiénes decidieron no renovar el programa y sustituirlo por "Tardes 1".

### Regreso
El regreso fue confirmado para el 1 de julio de 2025, con Alejandra Serje y Oswaldo Martínez como presentadores.[cita requerida]

## Presentadores

### Colaboradores
- Juliana Suaza (Astróloga, clarividente, e intérprete de energía y manifestaciones paranormales)

### Anteriores
Lo sé Todo (Colombia)
- Sara Uribe
- Marbelle
- Diana Montoya
- Juan Ricardo Lozano "Alerta"
- Violeta Bergonzi
- Carlos Calero
- Elizabeth Loaiza
- María Fernanda Mafe Romero
- Daniela Vega
- Elianis Garrido
- Nanis Ochoa
- Santiago Vargas
- Ariel Osorio
- Alejandra Serje

## Premios y nominaciones
| Premio                 | Año  | Categoría                      | Resultado |
| ---------------------- | ---- | ------------------------------ | --------- |
| Premios India Catalina | 2023 | Mejor producción de variedades | Ganador   |